# نوک‌شاخ کوتوله سیاه
نوک‌شاخ کوتوله سیاه با نام علمی Tockus hartlaubi پرنده‌ای از خانوادهٔ نوک‌شاخان است که بومی آفریقا می‌باشد. این پرنده در آنگولا، کامرون، جمهوری آفریقای مرکزی، کنگو، جمهوری دموکراتیک کنگو، ساحل عاج، گینه، گینه استوایی، گابن، غنا، لیبریا، نیجریه، سیرالئون، سودان، توگو و اوگاندا یافت می‌شود.

## مشخصات
نوک‌شاخ کوتوله سیاه پرنده‌ای است کوچک به طول ۳۶ سانتی‌متر و پرهایی سیاه و سفید-خاکستری. منقار بزرگ و خمیده‌اش تیره‌رنگ است و خط ابروی پهن سفید مشخصی دارد. دم پرنده سیاه و بلند است و نوک آن به جز پرهای بخش مرکزی دم سفیدرنگ می‌باشد. منقار پرندهٔ نر سیاه بوده و نوک آن قرمز تیره است اما نوک پرندهٔ ماده تنها به رنگ سیاه می‌باشد. پرندگان نابالغ به پرندهٔ ماده شباهت دارند.
این پرنده محیط‌های سایه را ترجیح می‌دهد و غالباً برای مدت طولانی به انتظار شکارش می‌نشیند.